# Франклин Ричардс
Франклин Бенджамин Ричардс (англ. Franklin Benjamin Richards) — персонаж комиксов издательства Marvel Comics, обычно выступающий как второстепенный герой комиксов о Фантастической четвёрке. Он показан как подающий большие надежды супергерой-ребёнок, хотя и не очень опытный.
Франклин — мутант за пределами категории Омега уровня, обладающий способностью искривления реальности и псионическими силами. Он является сыном Мистера Фантастика и Невидимой леди из Фантастической четвёрки, старшим братом Валерии Ричардс и племянником младшего брата Невидимой леди, Человека-факела. Его родители назвали его Франклином Бенджамином Ричадсом; Своё второе имя он получил в честь своего крёстного отца Бенджамина Джейкоба Гримма. Франклин назван в честь своего деда по материнской линии, Франклина Шторма.

## История публикаций
Впервые Франклин Ричардс появился в комиксе Fantastic Four Annual #6 (Ноябрь 1968) и был создан сценаристом Стэном Ли и художником Джеком Кирби. Его имя не упоминалось на протяжении двух лет и было выявлено лишь в Fantastic Four #94 (Январь 1970). Ли рассказал:

 «В погоне за реалистичностью, которой я обычно придерживался... Сью Шторм и Рид Ричардс из Фантастической четвёрки уже довольно долгое время были женаты, и мне казалось естественным желание этой пары завести ребёнка. Потом мне пришло в голову, что мы могли бы получить массу удовольствия с этой идеи, предположив, что ребёнок двух людей с суперспособностями унаследует их силу. Но какая у него может быть суперсила? Таким образом, мы бы могли держать читателей в неведении в течение многих лет, пока ребёнок не вырастет... Конечно беременность Сью продолжалась около года, а затем прошло полтора или два года, поскольку время в комиксе течёт несколько иначе, чем в реальном мире. Мы хотели растянуть процесс как можно сильнее, чтобы поразмыслить над тем, будет ли это мальчик или девочка, и какое имя получит ребёнок. Наконец мы решили, что это будет мальчик по имени Франклин Ричардс».

Спорадически появляясь на страницах комиксов о Фантастической четвёрке на протяжении пятнадцати лет, Франклин стал членом предподростковой команды Сильное звено, начиная с выпуска #17 (Декабрь 1985 года) и был постоянным участником вплоть до закрытия серии в выпуске #62 (Февраль 1962 года). С ноября 1994 года взрослая версия персонажа появлялась на страницах комиксов о Фантастической четвёрке вплоть до апреля 1996 года. Франклин Ричардс оставался постоянным участником комиксов о Фантастической четвёрке вплоть до закрытия серии. С июля 2007 года по февраль 2009 года альтернативная версия Франклина появлялась в серии Power Pack, в рамках Marvel Adventures.

## Биография

### Ранние годы
Франклин Ричардс — сын Рида и Сьюзан Ричардс, более известных как Мистер Фантастик и Невидимая леди из Фантастической четвёрки, первой современной команды супергероев. Рид и Сюзан Ричардс получили свои суперспособности в результате воздействия космической радиации во время исследований в космосе. Воздействие космических лучей также отразилось на их сыне, который родился годами позже.
Излучение каким-то образом повлияло на тело Сьюзан, что вызвало серьёзные трудности во время родов. По неизвестным причинам, прежде чем она родила на свет Франклина, клетки крови её тела пропитала странная энергия, которая представляла угрозу для неё и ребёнка. Предположительно, эта энергия была эффектом суперспособностей Сьюзен, позволяющих ей становиться невидимой и создавать силовые поля.
Когда у Сью вот-вот должны были начаться роды, Рид Ричардс и его товарищи по команде Существо и Человек-факел отправились в Негативную Зону, где столкнулись с одним из самых опасных её обитателей, Аннигилусом. Мистеру Фантастику удалось извлечь из его Жезла космического контроля необходимые античастицы в специальный контейнер, после чего команда вернулась в родное измерение. С помощью античастиц, Риду удалось удержать под контролем энергию внутри Сью, в результате чего та родила здорового мальчика. Младенец был назван Франклином Бенджамином Ричардсом, в честь своего покойного деда по материнской линии, Франклина Шторма; и лучшего друга его отца — Бенджамина Гримма. Первые годы его няней была колдунья Агата Харкнесс.
Космическое облучение, наделившее Рида и Сьюзан суперсилами, повлияло на генетическую структуру их сына: Франклин родился мутантом. В отличие от других мутантов, чьи необычные силы возникают по достижении половой зрелости, способности Франклина начали проявляться в раннем возрасте. Впервые он использовал свои способности, когда Ужасающая четвёрка одолела членов Фантастической четвёрки, и малыш Франклин использовал свои способности, чтобы привести Существо в чувство, благодаря чему Фантастическая четвёрка одержала победу. Псионические силы Франклина стали увеличивать с возрастом и, предположительно, достигли бы своего потенциала, когда тот вырастет.
Тем не менее, естественный процесс был прерван Аннигилусом, который похитил Франклина вместе с Фантастической четвёркой, Медузой, Уайатом Уингфутом и Агатой Харкнесс в Негативную Зону. Он использовал машину, чтобы взять под контроль неизвестные силы Франклина, усилив его способности, что привело к потере контроля над его способностями. Фантастическая четвёрка победила Аннигилуса и вернулась обратно на Землю. Поскольку Франклин был слишком молод и неопытен, чтобы контролировать огромные запасы энергии внутри его тела, Рид Ричардс опасался, что его сын не сможет удержать силу внутри себя, что приведёт к уничтожению всего живого на Земле. Будучи не в состоянии найти другое решение за короткий промежуток времени, прежде чем случится неминуемая катастрофа, Рид спроектировал прибор, который отправил Франклина в кому, при этом блокировав пси-энергию внутри него.
Через несколько месяцев, когда робот Альтрон-7 атаковал Фантастическую четвёрку и других супергероев, энергия, излучаемая из тела робота, повлияла на тело Франклина и заставила его невольно использовать большое количество пси-энергии, чтобы одолеть Альтрона. Таким образом, Франклин очнулся от комы, а его силы, по-видимому, оставались на прежнем уровне.
Позднее Франклин использовал свои способности, чтобы повзрослеть и взял себе прозвище Аватар. Несмотря на то, что его психика осталась на детском уровне, он теперь мог в полной мере использовать свои псионические силы. Понимая, что ему по-прежнему не хватает эмоциональной зрелости, чтобы держать свои способности под контролем, Франклин преобразовал себя обратно в ребёнка.
В дальнейшем у Франклина проявилась способность видеть альтернативное будущее во снах. Франклин стал участником команды Сильное Звено, команды детей, обладающих суперспособностями; и взял себе псевдоним Болтун, из-за его способности провидца.

### Фантастическая сила
Позже, утверждая, что присутствие Франклина в этом времени приведёт к уничтожению вселенной, отец Рида Ричардса Натаниэль похитил ребёнка и перенёс в будущее (На самом деле Натаниэль узнал о предстоящем исчезновении Фантастической четвёрки после победы над Натиском, хотя и не знал о самом Натиске). Натаниэль воспитывал Франклина в течение нескольких лет в будущем, помогая ему освоить его сверхспособности. Подростковая версия Франклина, называющая себя Пси-Лорд, отправилась в настоящее время и проникла в штаб-квартиру Фантастической четвёрки, после того, как Натаниэль похитил маленького Франклина. Пси-Лорд обладал обширными псионическими силами, однако так и не достиг своего полного потенциала. Долгое время Рид Ричардс находился в плену врага, известного как Гипершторм. В это время Франклин основал новую супергеройскую команду, Фантастическую силу, чтобы продолжить работу своего отца и защитить человечество. Впоследствии Пси-Лорд исчез из времени Фантастической четвёрки и был заменён на маленького Франклина, похищенного Натаниэлем. Тот рассказал, что Гипершторм — это сын Франклина и Рэйчел Саммерс из будущего.

### Натиск
Суперзлодей Натиск похитил Франклина, чтобы использовать его способности управлять реальностью. Фантастическая четвёрка, Мстители, Люди Икс и некоторые другие герои объединились в сражении против Натиска, уничтожив его физическую форму, а затем и психическую. Общественность считала, что Фантастическая четвёрка и остальные супергерои погибли в этой битве. Тем не менее, Франклин, который остался на Земле, несознательно использовал свои псионические способности, чтобы создать "карманную" вселенную, куда и были перенесены пропавшие супергерои. Там у Фантастической четвёрки и остальных появилась другая жизнь, а сами герои утратили воспоминания о прошлом.
Впоследствии Франклин путешествовал по другим альтернативным мирам вместе с Лешим, Уткой Говардом, Таной Нил, мутантами Арти Маддиксом и Личем. Компаньоны Франклина вскоре поняли, что эти миры были созданы им самим, благодаря его псионическим силам.
Вскоре Франклин был найден небожителем Ашемой, которая рассказала ему, что его родители и другие супергерои до сих пор живы. Франклин подсознательно отправил их в новую реальность, другую Землю. Ашема поставила Франклина перед выбором: один из миров должен умереть. Буквально убежав от этого выбора, Франклин упал со скалы и почти умер. Франклин пошёл на компромисс: оба мира остались в живых, однако герои Земли оставили сознание Франклина и вернулись домой. Впоследствии альтернативная Земля Франклина была перенесена в нашу солнечную систему Доктором Думом и выведена на орбиту на дальней стороны Солнца, а также получила название Анти-Земля.
Воссоединившись со своей семьёй, Франклин переехал в новую штаб-квартиру Фантастической четвёрки. У него появилось домашнее животное по имени Щенок, который представлял собой меньшую и молодую версию Локджо, а также новую няню, — Каледонию. Впоследствии у него появилась сестра Валерия фон Дум (утверждённая как дочь Сьюзан Шторм). Затем Франклин вместе с Щенком и Каледонией были перенесены его родителями в школу, расположенную на обратной стороне вселенной, после чего к ним присоединилась Валерия. В битве против Абраксаса, Франклин и Валерия объединились, чтобы воскресить единственное существо, способное остановить его, — Галактуса. Франклин использовал оставшиеся силы, чтобы восстановить Валерию в утробе матери, как младенца.

### Обычный человек
Когда Мистер Фантастик использовал абсолютный нулификатор, чтобы остановить Абраксаса, Франклин потерял все свои силы в процессе восстановления Галактуса, в связи с чем он стал обычным ребёнком. Ему не нравилось, что после рождении Валерии Ричардс, всё родительское внимание уходило исключительно на неё, из-за чего Франклин начал чувствовать себя нелюбимым ребёнком. Это привело к созданию математической угрозы Модуля.
Вскоре после этого Доктор Дум заключил договор с хаазаретами, чтобы увеличить свою магическую силу. Во время его атаки на Фантастическую четвёрку, Франклин был втянут в ад хаазаретами. Родители Франклина спасли его после победы над Думом. Тем не менее, за время нахождения в преисподней, Франклин получил психологическую травму. Проводя больше времени с матерью и Существом, он вскоре пришёл в себя.
Из-за постоянных угроз, с которыми сталкивается Фантастическая четвёрка, органы социальной защиты детей приходят к выводу, что Рид и Сью должны быть лишены родительских прав, так как их жизнь в здании Бакстера постоянно подвергается опасности. После долгих разбирательств, Рид и Сью неохотно соглашаются на справедливость обвинений. Чтобы сохранить право на воспитание Франклина и Валерии, они создают "безопасный дом", куда и переезжают их дети.

### Возрождение Натиска
После того, как Алая ведьма использовала свои силы, чтобы избавить мир от мутантов, Профессор Икс и Магнето также лишились своих способностей, которые слились воедино и возродили Натиска, чьё сознание сохранилось даже после смерти. Он жаждал отмщения, а именно убийства Франклина Ричардса и каждого существующего супергероя. В попытках захватить Франклина Натиск взял под контроль Человека-факела и Мистера Фантастика, но был остановлен Существом и Невидимой леди.
Когда Франклин отправился на Анти-Землю, Натиск последовал за ним. Мстители отметили, что до появления Франклина в их мире не существовало никакой угрозы и были в недоумении, узнав, что он является сыном Рида Ричардса и Сьюзан Шторм из Фантастической четвёрки, которые не были женаты в их реальности.
После небольших разногласий, герои и злодеи решили объединиться, чтобы одолеть Натиска. Его победила Рикки Барнс, которая использовала фантастическую машину, чтобы заманить Натиска в Негативную Зону. Франклин вернулся домой, а Рикки Барнс также оказалась на Земле-616.

### Секретное вторжение
Перед началом Секретного вторжения скрулл Лайджа под видом Невидимой леди перемещает здание Бакстера в Негативную Зону, в то время как Франклина, Валерия, Джонни Шторм и Бен Гримм находились внутри. Франклин и Валерия объединяются с Человеком-факелом и Существо для борьбы со скруллами. Чтобы вернуться на Землю, Бен Гримм просит помощи у Тинкерера, заключённого в тюрьму за свои преступления. Сначала тот отказывается, не видя оснований помогать людям, арестовавшим его, когда он покупал мороженое для своих внуков. Тем не менее, он смягчился, увидев в Франклине и Валерии своих внуков и помог команде вернуться домой.

### Тёмное правление
Франклин и Валерия оказались под осадой Нормана Озборна, Венома и множество агентов МОЛОТа. Брату и сестре пришлось самостоятельно выбираться из неприятностей из-за эксперимента их отца, который невольно переместил членов Фантастической четвёрки в альтернативные измерения.
Валерии удалось отделить Озборна от агентов МОЛОТа, пользуясь тем, что враг недооценил детей. Озборн попал в комнату, где столкнулся с Франклином в маске Человека-паука, который назвал его неудачником, что сильно разозлило его, после чего он бросился в погоню за детьми, намереваясь пристрелить их.
К тому моменту Фантастическая четвёрка вернулась домой. Рассерженная Невидимая леди потребовала, чтобы Озборн отошёл от её детей. Озлобившись, Норман предложил ей попытаться остановить его. Сью оттолкнула его к стене своим силовым полем. В ответ Озборн призвал на помощь Венома и агентов МОЛОТа, но тем не удалось пройти сквозь барьер, возведённый Сью.
Мистер Фантастик приказал Норману покинуть здание Бакстера и никогда не возвращаться. Тот попытался пристрелить Рида, но вместо этого был ранен Франклином. Никто не понимал, как Франклину удалось подстрелить Озборна игрушечным пистолетом, однако эта ситуация натолкнула Фантастическую четвёрку на мысль, что его способности вернулись.
Вскоре Франклина посетила собственная альтернативная версия из будущего и напомнила ему о том, кто он на самом деле. Затем, находясь в своей постели, он создал новую вселенную, что подтвердило факт восстановления его полномочий.

### Фонд Будущего
К Франклину подошёл таинственный незнакомец, который тайно обучал его как правильно использовать имеющиеся у него способности. Позже выяснилось, что этим человеком был взрослый Франклин из будущего, который заявил своей младшей версии, что тот должен применять свои силы с одной единственной целью — сохранить жизнь. После мнимой смерти Человека-факела в Негативной Зоне Фантастическая четвёрка распалась, а на смену ей пришёл Фонд Будущего. Во время противостояния между Фондом Будущего и Целестиалами один из последних описал Франклина как «существо, находящееся за пределами классификации Омега», применяемой к мутантам. Затем будущие версии Франклина и Валерии исцелили Галактуса и уничтожили с его помощью Целестиалов. Будущая версия Франклина обсудила с Галактусом бессмертие его младшей версии, благодаря которому через миллиарды лет он будет стоять рядом с Галактусом, чтобы стать свидетелем рождения новой вселенной. Впоследствии Мистер Фантастик перестроил Здание Бакстера и презентовал новую штаб-квартиру под названием Фонд, а также вручил членам Фонда Будущего, в том числе Валерии и Франклину, новые костюмы. 

### Секретные войны
Когда Мультивселенная подошла к своему неизбежному концу, Иллюминаты обдумали множество способов по спасению Земли-616 от разрушения. Одна из идей заключалась в использовании прибора, задействующего в полной мере скрытых способностей Франклина для создания карманной вселенной, в которую могли бы переместиться жители Земли, однако план не удался. Во время столкновения Земли-616 и Земли-1610, Рид собрал на спасательном плоту всех членов Фонда Будущего и других членов своей семьи. Тем не менее, в корпусе судна образовалась пробоина, что привело к гибели всей семьи Рида, включая Валерию. В дальнейшем Рид приобрёл силу Потусторонних благодаря Молекулярному человеку, который лишил способностей Бога Императора Дума. С помощью новообретённой силы Рид вернул к жизни свою семью. Валерия присоединилась к Фонду Будущего в их путешествии по восстановлению Мультивселенной, а также созданию совершенно новых реальностей.  

### Возвращение на Землю-616
С появлением новой угрозы в лице Плакальщицы над концом всего сущего, Мистер Фантастик практически полностью израсходовал свои силы, дарованные Потусторонними, в то время как в распоряжении Франклина остались лишь ограниченные способностями к искажению реальности. Поскольку Плакальщица уничтожила более 100 миров, Фонду Будущего пришлось противостоять ей собственными силами со смертью Молекулярного человека. Рид сыграл на её гордыне, заявив, что Фантастическая четвёрка в полном составе смогла бы одолеть её, в результате чего та предоставила ему своё оборудование, позволившее Риду и Сью воссоединиться с Джонни и Беном. Благодаря подоспевшим союзникам в лице бывших членов команды, Фантастическая четвёрка одержала победу и вернулась на Землю. В то время как путешествие Фонда Будущего продлилось несколько лет, за которые Франклин и Валерия повзрослели, на Земле прошло всего несколько месяцев.

## Силы и способности
Первоначально Франклин обладал способностью менять реальность, благодаря чему он мог воплотить в жизнь любую мысль или желание, даже в космическом масштабе. Он способен перестроить молекулярную структуру вещества и энергии по своему усмотрению. Однажды Франклину удалось подсознательно создать свою собственную карманную вселенную, предоставляющую собой виртуальную копию Земли-616. Космические сущности, включая Галактуса, Вечность, Бесконечность, Леди Рома и Леди Сатурнайн отметили невероятную силу Франклина, благодаря которой он описывался как «существо, равное по силе Целестиалам». В свою очередь двум Целестиалам в лице Слушателю Ашеме и Счетоводу Назарру было поручено захватить Франклина, поскольку его кандидатура рассматривалась на вступление в Войско Целестиалов, группы существ, которых Вечные и Девианты провозгласили «богами».
К типам манипуляции реальностью и молекулярной структурой, Франклин обладает мощнейшими псионическими способностями, проявляющимися в телепатии, телекинезе, манипуляции энергией, прекогниции и астральной проекции. Силы Франклина были ограничены, когда тот был ребёнком. Ко всему прочему, остаётся неясным, какого уровня достигнет Франклин в зрелом возрасте, так как было показано, что несколько будущих воплощений из альтернативных реальностей, а также основной вселенной Marvel различаются по силе. Одно из взрослых версий Франклина, после поглощения его способностей, была в состоянии уничтожить двух Целестиалов с Земли-4280. Эта же версия воспользовалась силой своего молодого «я», чтобы воскресить Галактуса и превратить его в своего личного герольда после того, как Пожиратель Миров потерял сознание в битве против Целестиалов.

## Альтернативные версии

### MC2
Во вселенной MC2 Франклин является членом Фантастической пятёрки, выступая под именем Пси-Лорд. Он и Девушка-паук испытывают взаимную симпатию друг к другу, однако её отец Человек-паук указывает ей на разницу в возрасте, напоминая, что ей всего 15. После этого Франклин перестаёт флиртовать с ней. Было выявлено, что Франклин рекомендовал Кейт Пауэр, чтобы помочь Мстителям найти Тандерстрайка. В дальнейшем Франклин усиливает свои полномочия, когда сознательно подвергается воздействию космических лучей, чтобы противостоять угрозе, исходящей от вернувшегося Доктора Дума.

### House of M
Франклин был упомянут Эммой Фрост, как один из её пациентов, после смерти его родителей.

### Marvel Zombies
В ваншоте Marvel Zombies: Dead Days, который является приквелом к минисерии Marvel Zombies, Франклин и его сестра Валерия были убиты зомби-Женщиной-Халк.

### Ultimate Marvel
В Ultimate X-Men/Ultimate Fantastic Four Annual #1 юный Франклин Ричардс является частью будущей команды Люди-Икс. Было выявлено, что во всех возможных вариантах развития будущего Франклин будет сыном Рида Ричардса (Нихила) и Сьюзен Шторм. Эта версия Франклина обладает силой Феникса.

## Вне комиксов

### Телевидение
Франклин Ричардс, наряду с другими членами Сильного звена, появляется в качестве камео в мультсериале «Супергеройский отряд» 2009 года.

### Кино
- В фильме «Люди Икс 2» 2003 года, когда Мистик в облике Леди Смертельный Удар просматривает профили мутантов, в компьютере Страйкера имеется папка под названием «Франклин Ричардс».
- После кассового провала фильма «Фантастическая четвёрка» 2015 года и разгромных рецензий критиков студия 20th Century Fox приступила к поиску «различных углов», с которых можно было бы по-новому взглянуть на персонажей. К июню 2017 года Сет Грэм-Смит приступил к написанию сценария для нового фильма, не являвшегося перезапуском франшизы. Сюжет вращался вокруг Франклина и Валерии Ричардс. Вдохновившись комиксом Ultimate Fantastic Four, Грэм-Смит намеревался привнести в проект «детскую атмосферу» и сделать фильм близкой по духу к «Суперсемейке» (2004)[54].

#### Кинематографическая вселенная Marvel
- Намёк на Франклина присутствует в фильме «Доктор Стрэндж: В мультивселенной безумия» 2022 года, когда Рид Ричардс говорит Ванде Максимофф, что у него тоже есть дети[55].
- Франклин в исполнении Ады Скотт появляется в фильме «Фантастическая четвёрка: Первые шаги»[56][57].

### Видеоигры
- В игре Marvel: Ultimate Alliance 2006 года Франклин был упомянут в разговоре с Невидимой леди на уровне Асгард.
- В игре Marvel: Ultimate Alliance 2 2009 года Франклин и Валерия были показаны спящими. Он остаётся на попечении отца, когда его мать покидает Фантастическую четвёрку, чтобы присоединиться к движению против регистрации.

## Коллекционные издания
| Название                                                      | Материал | Дата публикации  | ISBN           |
| ------------------------------------------------------------- | --- | ---------------- | -------------- |
| Franklin Richards: Son of a Genius Ultimate Collection Vol. 1 | Son of A Genius, Everybody Loves Franklin, Super Summer Spectacular, Happy Franksgiving, March Madness, World Be Warned, Monster Mash, Fall | 13 октября, 2010 | 978-0785149248 |
| Franklin Richards: Son of a Genius Ultimate Collection Vol. 2 | Spring Break, Not-So-Secret Invasion, Summer Smackdown, Sons Of Geniuses, It's Dark Reigning Cats & Dogs, April Fools!, School's Out        | 8 декабря 2010   | 978-0785149255 |